# 1646 en santé et médecine
| Années de la santé et de la médecine : 1643 - 1644 - 1645 - 1646 - 1647 - 1648 - 1649    |
| Décennies de la santé et de la médecine : 1610 - 1620 - 1630 - 1640 - 1650 - 1660 - 1670 |

Cet article présente les faits marquants de l'année 1646 en santé et médecine.

## Événements
- Condamné en 1644, Théophraste Renaudot renonce à ses activités de médecin pour se consacrer à La Gazette[1].

## Publications
- Publication de Pseudodoxia Epidemica par Thomas Browne à Londres[2] introduisant les mots electricity, medical, pathology, hallucination and computer dans la langue anglaise et mettant en doute la théorie de la génération spontanée[3].

## Naissances
- 30 juin : Paul Hermann (mort en 1695)[4], botaniste et médecin néerlandais, auteur d'un catalogue de 5 000 plantes réparties en 25 classes (1690)[5].

## Décès
- 25 juin : Jacques Cousinot (né en 1590)[Note 1], médecin français, Premier médecin du roi Louis XIV en 1643[6].

### Note
1. ↑  Date donnée par Vicq d'Azyr (voir références ci-dessous).